# Vila de Povoação
A Vila de Povoação, ou simplesmente Povoação, situa-se no Distrito de Povoação à margem do Rio Doce, cerca de 10 quilômetros ao norte da foz do Rio Doce no município de Linhares, no Espírito Santo, Brasil. Povoação possui 1492 habitantes (IBGE, 2010). O principal acesso se dá pela rodovia ES-248 a aproximadamente 40 quilômetros da sede do município.

## História
No início os únicos habitantes eram os índios Botocudos. Com a navegação do Rio Doce, começaram a chegar os primeiros colonos brancos e mestiços. Porém, os primeiros registros históricos de Povoação surgem em 1818, nos escritos do naturalista francês Auguste Saint-Hilaire que se hospedou no sítio de Antônio Alves Martins, duas léguas acima da foz do Rio Doce. Referência feita também pelo bispo Dom José Caetano, em visita à região em 1819. Essas referências são confirmadas, em outro livro, pelo historiador linharense Lastenio Calmon Júnior, 1975.
Já em 1865, o geólogo Haltt escreve, “a uma pequena distância rio acima, há uma pequena colônia chamada Povoação”.
Entre os anos de 1918 e 1930, com a introdução do cacau, muitas fazendas foram surgindo, e o lugar cresceu rapidamente. “Mas Regência dormita... Ali mesmo , do outro lado, um lugar que só tem o nome de Povoação está crescendo; já se mudou para lá o juiz distrital, já la se foi o registro civil; lá se fundem fazendas, lá se abrem casas, lá se ganha dinheiro depressa”. “Em Povoação o Rio está desbarrancando o cemitério humilde”. (Rubem Braga, 1946).
Um marco importante da economia da região foram os vapores, Tupi, Muniz, Tamoio e o Juparanã, que no Século XX impulsionou a economia local, transportando pessoas e mercadorias para Linhares (sede do município) e Colatina.

## Infraestrutura
A vila possui uma escola de ensino fundamental (Escola Municipal Professora Urbana Penha Costa), uma creche, um posto de saúde, dois campos de futebol  (um deles serve de área de eventos) e um ginásio poliesportivo.
Povoação possui energia elétrica, rede de telefonia, estação de tratamento de água e coleta de resíduo domiciliar.
A maior parte do acesso à vila pela ES-248 não é pavimentada. As ruas da vila também não são pavimentadas ou calçadas. Existem horários diários de transporte coletivo do Centro de Linhares até Povoação.

## Cultura

### Turismo e lazer

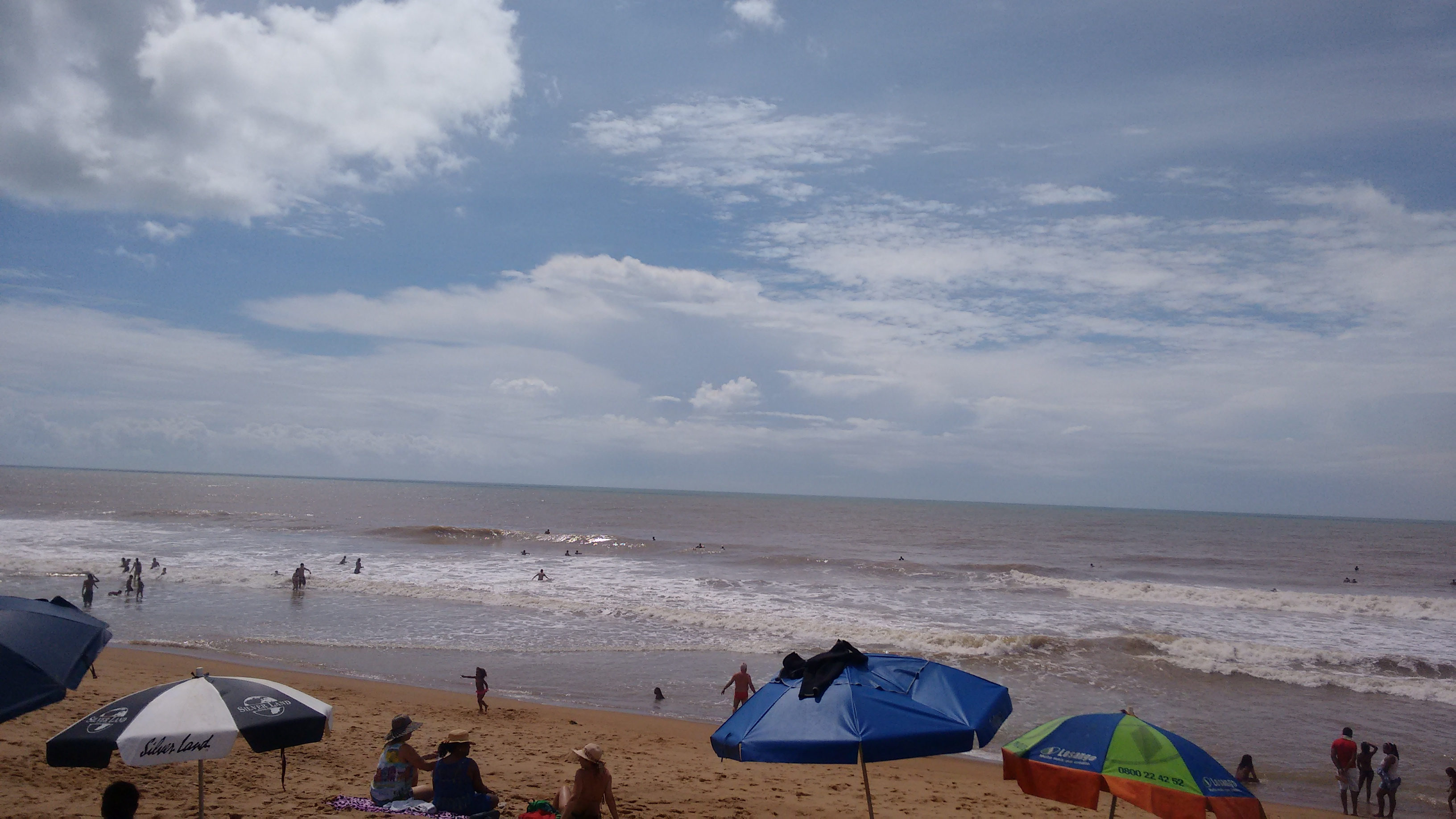
Praia de Povoação.

A Praia de Povoação é propícia à prática de surfe, bodyboarding e pesca esportiva.
Na foz do Rio Doce, conhecido pelos morados como Pontalzinho, é possível ver o encontro das águas do rio com o Oceano Atlântico.
Na Lagoa da Viúva encontra-se um restaurante, estrutura para camping, passeios de barco, de buggy e de motocross.

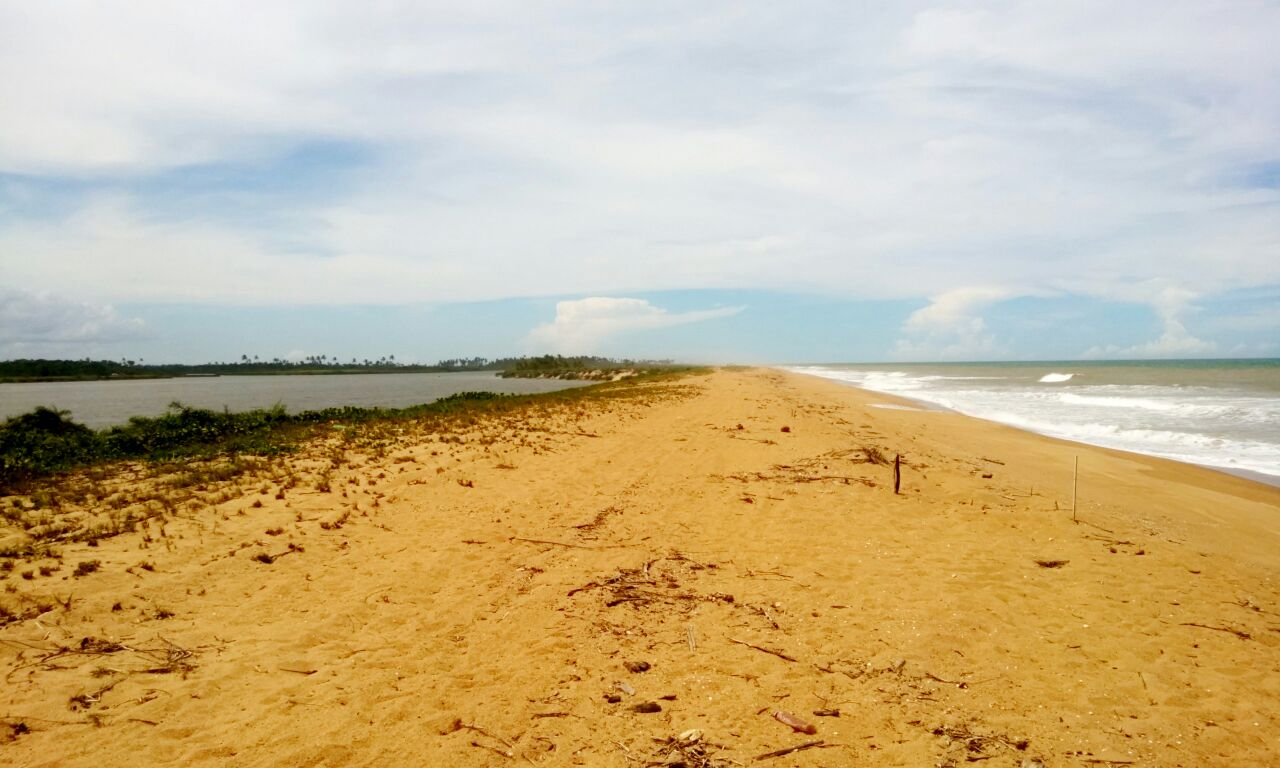
Lagoa Monsarás à esquerda e o mar à direita.

O Projeto TAMAR possui uma base de monitoramento desde de 1987 (a segunda implantada no estado) a quatro quilômetros da vila entre o mar e a Lagoa Monsarás. A base monitora 39 quilômetros entre a foz do Rio Doce e a Praia do Degredo. Povoação registra cerca de 500 desovas com cerca de 50 mil filhotes por ano de tartarugas-marinhas, principalmente da espécie tartaruga-cabeçuda (Caretta caretta) e também com ocorrência da tartaruga-de-couro (Dermochelys coriacea). Em certas épocas do ano, é possível acompanhar a soltura dos filhotes de tartaruga-marinha.
Nos meses de setembro ou outubro é realizada a "Festa do Robalo" organizada pela Associação de Moradores e Amigos de Povoação do Rio Doce (AMAPRD). Há apresentações culturais e musicais regionais na área de eventos à noite e durante o dia são promovidos eventos na praia. É possível provar pratos típicos, principalmente a moqueca de robalo, peixe que dá nome a festa. Em 2015, durante a XI Festa do Robalo foram realizados etapas do Circuito Capixaba de Bodyboarding Profissional e Amador. Em 2017, é realizada a 12ª edição da festa após a não realização em 2016.
A vila também é procurada no feriado de Carnaval com a apresentação de bloco de rua e trio elétrico com bandas regionais.

### Arte e folclore
A Igreja Católica de São Benedito é uma das mais antigas construções da vila.
A Banda de Congo São Benedito apresenta-se nas festividades do Natal, quando ocorre a "Levantada do Mastro" com a bandeira de São Benedito. Em janeiro, próximo ao Dia de São Sebastião (20 de janeiro), ocorre a "Derrubado do Mastro" após uma procissão religiosa.
O Grupo de Folia de Reis apresenta-se entre o dia 6 de janeiro a 3 de fevereiro encenando a visita dos Três Reis Magos ao menino Jesus. O grupo é formado de doze integrantes com instrumentos musicais, chamados de "marujos", que representam os doze apóstolos, enquanto o personagem "Tio Chico" é o mestre de cerimônias.